# Bustelo (Chaves)
Bustelo ist ein Ort und eine ehemalige Gemeinde (Freguesia) im Norden Portugals.
Bustelo gehört zum Kreis Chaves im Distrikt Vila Real. Die Gemeinde hatte eine Fläche von 9,4 km² und 513 Einwohner (Stand 30. Juni 2011).
Am 29. September 2013 wurden die Gemeinden Bustelo, Gralheira, Ramires und Alhões zur neuen Gemeinde União das Freguesias de Alhões, Bustelo, Gralheira e Ramires zusammengeschlossen.